# Virgilio Paladini
Virgilio Paladini (Mantova, 2 giugno 1912 – Roma, 3 marzo 1971) è stato un filologo classico italiano.

## Biografia
Nacque a Mantova il 2 giugno 1912 da Egisto Paladini, marchigiano originario di Treia e professore di latino e greco nonché militante del Partito Popolare; fu proprio il casuale luogo di nascita a fargli attribuire lo stesso nome del celebre poeta romano.
Si laureò nel 1933 in lettere classiche presso l'Università degli Studi di Roma "La Sapienza", dove ebbe come maestri Nicola Festa e Vincenzo Ussani. Dopo la laurea insegnò latino a Jesi e scrisse il testo scolastico per l'insegnamento di lingua e letteratura greca Meletemata (in greco antico: Μελετήματα?), pubblicato in due fascicoli nel 1933 e nel 1936; contestualmente fu coinvolto in un progetto per la redazione di un dizionario latino-italiano sotto la direzione prima di Ussani e poi di Gino Funaioli, sebbene il progetto fu abbandonato nel 1943 e ripreso solo negli anni '60.
Dopo la seconda guerra mondiale fu professore di latino presso l'Istituto Superiore di Magistero "Maria SS. Assunta" dal 1952 al 1955, passando poi all'Università degli Studi di Bari dal 1955 al 1967 e infine alla sua alma mater tra il 1967 e il 1971, dove insegnò lingua e letteratura latina. Fu inoltre presidente del Comitato di scienze storiche, filosofiche e filologiche del Consiglio Nazionale delle Ricerche (CNR) nonché membro dal 1954 dell'Istituto nazionale di studi romani. Insieme a Umberto Bosco e a Michele Federico Sciacca, contribuì alla fondazione della Facoltà di Lettere dell'Università degli Studi di Macerata. Tra il 1970 e il 1971 ha diretto il Giornale Italiano di Filologia, fondato da Vincenzo Marmorale.
Morì a Roma il 3 marzo 1971.
Nel 1991 il comune di Roma gli ha dedicato una strada nel suburbio Della Vittoria, in zona Monte Mario. La sua biblioteca è stata donata dagli eredi nel 2011 all'Università degli Studi di Macerata. Nel 2012, in occasione del centenario della sua nascita, è stato pubblicato un volume contenente i saggi di alcuni suoi allievi e colleghi a Bari, tra cui Paolo Fedeli e Luciano Canfora.